# Fairytale fantasy
Fairytale fantasy – baśniowy podgatunek fantasy. Wyróżnia się wykorzystaniem motywów i fabuł pochodzących z baśni lub folkloru. W 2012 Małgorzata Tkacz uznała go za jeden z trzech głównych istniejących typów takiej literatury w Polsce. 